# Ryōta Kajikawa
Ryōta Kajikawa (jap. 梶川 諒太 Kajikawa Ryōta; ur. 17 kwietnia 1989) – japoński piłkarz występujący na pozycji pomocnika. Obecnie występuje w Tokyo Verdy.

## Kariera klubowa
Od 2011 roku występował w klubach Tokyo Verdy, Shonan Bellmare i V-Varen Nagasaki.